# Inventario federale delle paludi d'importanza nazionale
L'Inventario federale delle paludi d'importanza nazionale (in tedesco Bundesinventar der Flachmoore von nationaler Bedeutung, in francese Inventaire fédéral des bas-marais d’importance nationale, in romancio Inventari federal da las palids bassas d’impurtanza naziunala) è una lista stilata dal governo svizzero per designare le paludi basse di maggior pregio.

## Storia
(Costituzione federale della Confederazione Svizzera, Articolo 78, comma 5)
L'inventario ha avuto la sua base legale nel 1987 con l'approvazione dell'iniziativa popolare Per la protezione delle paludi, che ha sancito la protezione delle paludi nella Costituzione federale Svizzera, e con la revisione della Legge federale sulla protezione della natura e del paesaggio del 1º febbraio 1988. Con quest'ultimo provvedimento, il governo svizzero ha determinato i biotopi di importanza nazionale, e tra il 1987 e il 1990 un gruppo di lavoro incaricato dal Dipartimento federale dell'interno ha stilato un inventario scientifico delle paludi. La lista è stata pubblicata per la prima volta il 1º ottobre 1994 nell'Ordinanza sulla protezione delle paludi d’importanza nazionale, inizialmente con 728 oggetti. Nel 1997 sono stati aggiunti 364 oggetti e nel 1998 sono stati aggiunti 71 oggetti, per un totale di 1333. Revisioni degli oggetti sono avvenute nel 2001, 2004, 2007, 2017 e 2021.